# ورلد أوف جوو
ورلد أوف جوو (بالإنجليزية: World of Goo؛ يترجم كـ « عالم المادة اللزجة »)‏ هي لعبة فيديو من نوع الألغاز مع تركيز قوي على الفيزياء، متوفرة على WiiWare، ويندوز، ماك العاشر، ولينوكس (إكس 86 بصورة عادية ، x86 - 64 عبر معيار 32 بت النظام الفرعي للمكتبات  طورت بواسطة 2D Boy، مطورو ألعاب مستقلين يتألفون من وكيلي جابلر ورون كارمل، وكلاهما موظفوا شركات فنون إلكترونية سابقين. اللعبة رشحت لجائزة Seumas McNally الكبرى، جائزة التصميم والابتكار والتميز الفني في مهرجان الألعاب المستقلة. قد تم إصدار اللعبة كـ وي واير خاصة بمنصة ألعاب Wii في أمريكا الشمالية في 13 أكتوبر 2008. في 11 نوفمبر 2008، أعلن مطورو عالم جوو أنه سيتم إصدار اللعبة كـ WiiWare في أوروبا بدلا من أن تكون لعبة مفردة في قرص مرن كماهو الحال في أغلبية الألعاب. وخلال مؤتمر D.I.C.E. Summit لعام 2009، اعلنت نينتندو انها ستنشر عالم جوو في اليابان خلال الربع الثاني من عام 2009  ؛ وقد تم إصدار اللعبة في 21 إبريل 2009 تحت عنوان كوكب جوو Planet of Goo (グーの惑星 Gū no Wakusei)  وفي 24 مارس 2009، أعلن أن عالم جوو سيكون جزءا من مجموعة MacHeist الثالثة.

## طريقة اللعب

### نظرة عامة
اللعبة تدور حول فكرة إنشاء هياكل باستخدام كرات كبيرة من الجوو. وهي تستند على نموذج لعبة برج جوو لكايل جابلر وهو مشروع لعبة اختباري. واللعبة مقسمة إلى خمسة فصول، كل منها يحتوي على عدة مستويات. كل مستوى له أسلوب خاص من الموسقى والرسوم، ليعطيه جواً فريداً،  في أسلوب مماثل لطريقة تصميم أفلام تيم بورتون. كما أن هناك لعبة إضافية مدمجى تدعى مؤسسة عالم جوو، حيث تهدف اللعبة لبناء أعلى برج باستخدام كرات جوو التي يتم جمعها عن طريق أثناء لعب كل مستوى.اللاعبون من كل أنحاء العالم يستطيعون المنافسة، حيث أن ارتفاع البرج وعدد من الكرات المستخدمة يجري تحديثها على الدوام إلى خادم 2D Boy

### الهدف من اللعبة
الهدف الرئيسي من اللعبة هو إيصال العدد المطلوب من كرات الجوو إلى ماسورة تمثل المخرج. ومن أجل القيام بذلك، يجب أن يستخدم اللاعب كرات جوو لبناء الجسور، وأبراج وغيرها من الهياكل للتغلب على الجاذبية ومختلف الصعوبات والتضاريس مثل السهول أوالتلال أوالمرتفعات أو المنحدرات. وهناك عدة أنواع من كرات جوو في اللعبة، ولكل منها خصائص فريدة. يجب على اللاعب استغلال هذا التنوع من الكرات من أجل استكمال كل مستوى. كرات الجوو الزائدة التي تصل إلى الماسورة يتم ضخها إلى مؤسسة عالم جوو وهي مثل ساحة اللعب الرملية الهدف منها هو التنافس مع لاعبين آخرين من مختلف أنحاء العالم عن طريق بناء أطول برج يمكن بناؤه كما يمكن للاعبين محاولة تحقيق «علم الإنجاز الشخصي المتميز (OCD)» في كل مستوى من المستويات عن طريق استكمال المستوى بمعايير أكثر صرامة،  مثل جمع عدد أكبر من كرات جوو، استكمال المستوى في وقت محدد أو باستخدام أقل عدد ممكن من التحركات.
المستويات والفصول في اللعبة تتخللها مشاهد سريعة
نسخة الـ WiiWare تدعم عدة لاعبين حتى أربعة اشخاص على نفس المنصة.هذه الخاصية أيضاً متوفرة، وإن كانت غير مدعومة، في نسخة لينوكس.

### المستويات
عالم جوو بشكل عام مقسم إلى خمسة فصول، تحتوي كل منها على عدد من المستويات. الفصول وزعت على فصول عام واحد في عالم جوو. كل فصل يستحوذ على موسم واحد، تبدأ في بداية فصل الصيف، وتنتهي في نهاية ربيع العام المقبل.
وهناك 'فصل' إضافي يمكن اختياره من القائمة الرئيسية هو مؤسسة عالم جوو.كرات الجوو الزائدة عن العدد المطلوب لإكمال كل مستوى يتم ضخها إلى هنابتداء من مثلث واحد فقط من كرات جوو، سيقوم اللاعب بمحاولة بناء أعلى برج يمكن بناؤه. كرات جوو في مؤسسة عالم جوو فريدة من نوعها، ذلك لأنها يمكن أن يتغير مكانها مثل الكرات اللزجة لكنها سوداء ولا يمكن أن تشكل إلا أن وصلتين في كل مرة مثل الكرات العادية.
في مؤسسة عالم جوو، الأبراج التي تبنى من قبل لاعبين آخرين في اللعبة تمثل على شكل غيوم تحمل اسم اللاعب، والجنسية، وارتفاع البرج، بما في ذلك تفاصيل عن العدد الإجمالي للكرات التي جمعها اللاعب وعدد التي استخدمت في بناء على البرج. ارتفاع كل سحابة يمثل ارتفاع برج كل لاعب. وهناك لائحة على شبكة الإنترنت تقوم برسم ارتفاع أعلى 50 أبراج بيانياً، وكذلك أفضل 10 لاعبين على مستوى كل لعبة.
هناك ما مجموعه 48 مستوى في اللعبة، بما فيها مؤسسة عالم جوو.
كما ذكر في مقابلة مع المطورين أن النسخة الصادرة في أوروبا ستحصل على فصل إضافي سادس، موجود في القمر. تم الكشف عن تفاصيل قليلة، ولكن أفيد أن هذا الفصل سيتضمن على ساحة لعب حرة، مماثلة لتلك التي من مؤسسة عالم جوو. ولكن هذه الإضافة الغيت عندما أعلنت 2D Boy أنها ستطلق اللعبة على شكل WiiWare في أوروبا.

## التطوير
عالم جوو تخيله مطوران إلكترونيان سابقان، كايل جابلر ورون كارمل. استوديو ألعابهم، 2D بوي، وجد في أي مقهى بشبكة لاسلكية تمكنا من العثور عليه. المطوران قدرا الإنفاق على بنحو 10,000 دولار من المدخرات الشخصية لتطوير عالم جوو الذي يشمل الإيجار، والغذاء، والحد الأدنى من المعدات. المطوران يعللان نجاح اللعبة إلى مدونتهما والظهور الأولي على الشبكة بالإضافة إلى الجوائز التي حازتها في مهرجان الألعاب المستقلة في مؤتمر مطوري الألعاب عام 2007، والذي دعى الناشرين الذين لم يستجيبوا لطلباتهم من قبل إلى أن يطالبوا بنشر اللعبة الآن.
المطورون استخدموا العديد من التقنيات المفتوحة المصدر مثل Simple DirectMedia Layer ومحرك Open Dynamics للمحاكاة الفيزيائية، وTinyXML لملفات التهيئة. كما تم استخدام Subversion ومتابع الأخطاء البرمجية Mantis في العمل الجماعي كما تم استخدام PopCap Games Framework لتوليد الخطاللعبة أنشأت بواسطة فريق صغير للغاية بثلاثة أعضاء فقط كحد أعلى.
المطورون اعتمدوا على المجتمع لترجمة اللعبة إلى الهولندية، الفرنسية، الألمانية، الإيطالية والإسبانية لاصدار الاتحاد الأوروبي في كانون الأول / ديسمبر عام 2008. اللعبة متوفرة أيضاً باللغات البولندية في بولندا. في تعليق في مدونة 2D Boy، ذكر مطوروا اللعبة أن التقديرات تشير إلى أنه بسبب القرصنة، واحدة فقط من كل عشر نسخ من إصدار الكمبيوتر الشخصي من عالم جوو تم شراؤها بصورة مشروعة.

## مدى تقبل اللعبة
لاقت كل من إصدارات Wii وويندوز من عالم جوو قبولا حسنا، وحصلت على رصيد إجمالي من ميتاكريتيك بمقدار 94/100  و 91/100  على التوالي. أما بالنسبة غيم رانكينغز، فاللعبة حصلت على رصيد 91 ٪ لأجهزة الكمبيوتر الشخصية. يورو جيمر دعا عالم جوو «آخر، وأنقى، وأكثر الهديا الفيزيائية روعة». IGN قال عن نسخة Wii «عالم جوو لعبة WiiWare مذهلة يجب عليك ببساطة شراؤها لأن هذا بالضبط هو نوع البرامج التي يحتاج إلى الاعتراف والدعم»، مع إيجاد خطأ واحد طفيف فقط مع التحكم بالكاميرا وعدم وجود محرر مستويات لإنشاء مستويات جديدة. عالم WiiWare أعطى اللعبة 10/10، قائلين «عالم جوو ليس فقط بباسطة أفضل WiiWare تم إصدارها حتى الآن، بل إنه دليل على أنك لا تحتاج فريق تطوير كبير أو الملايين من الدولارات لإنشاء لعبة فيديو ممتازة». 1أب.كوم قالوا «عالم جوو» «ليس» فقط«أي شيء—ما عدا ذلك، إنه واحدة من الألعاب القليلة الممتازة لمنصة ألعاب Wii». تقرير نينتندو العالمي انتقد «البداية البطيئة» للعبة، ولكن بخلاف ذلك أشاد أنها «بسهولة أفضل لعبة WiiWare حتى الآن، وربما واحدة من أفضل الألعاب لهذا الجيل». مجلة Resolution منحتها 90 ٪. مجلة نينتندو الرسمية منحت نسخة الـ Wii رصيد 95 ٪، زاعمة أنها «بلا عيب تقريبا».
عالم جوو حصلت على العديد من الجوائز. فقد فازت كأفضل لعبة مستقلة من سبايك برنامج جوائز ألعاب الفيديو،  وحصلت على ست جوائز خاصة بمنصة ألعاب Wii وواحدة لأجهزة الكمبيوتر الشخصية، بما فيها أفضل لعبة ألغاز (لك من الـ Wii ، وجهاز الكمبيوتر الشخصي ، وأفضل تصميم فني  أفضل لعبة WiiWare،  أفضل ملكية فكرية جديدة،  أفضل تصميم مبتكر، ، ولعبة السنة من IGN. غيم سبوت أعطتها جائزة أفضل لعبة لم يلعبها أحد. وقد برزت في يورو جيمر 'كإحدى أفضل 50 لعبة في عام 2008. وهي نفس القائمة التي أثارت حفيظة إي إيه سبورتس لعدم إدراج إحدى آخر ألعابها فيفا 09 في القائمة ووجود لعبة «عالم جوو» في مركز مرتفع جداً. الأمر الذي دعا ورلد أوف جوو للرد معبرين عن سعادتهم بوصول لعبتهم لهذا المركز ساخرين من سخط الشركات الكبرى المعتدة بنفسها.

## التوسع
2D Boy قد ذكرت أنها لن تنتج أي تتمة أو أجزاء جديدة للعبة. ولكن المجتمع قد أوجد وسائل لتوسيع اللعبة، مع عدد من المستويات الجديدة والتعديلات المدخلة.

## الروابط الخارجية
- ورلد أوف جوو على موقع IMDb (الإنجليزية)
- الموقع الرسمي للعبة
- صفحة عالم جوو من 2D Boy
- جوو في موقع Steam
- تقرير عن اللعبة من موقع تيدوز

* موقع لمعجبي اللعبة